# Cupha aureus
Cupha aureus är en fjärilsart som beskrevs av Samson 1980. Cupha aureus ingår i släktet Cupha och familjen praktfjärilar. Inga underarter finns listade i Catalogue of Life.